# Championnats de France d'athlétisme 1975
Navigation
Championnats 1974 Championnats 1976
Les Championnats de France d'athlétisme 1975 ont eu lieu du 27 au 29 juin 1975 à Saint-Étienne. Le 20 km marche se déroule le 17 mai 1975 à Paris (Stade Jean-Bouin), le 5 000 m marche féminin le 19 mai 1975 à Mantes-la-Jolie, les épreuves combinées les 21 et 22 juin 1975 à Colombes.

## Faits marquants
Guy Drut améliore à cette occasion son record d'Europe électrique de 6 centièmes de seconde et Paul Poaniewa son record de France de 4 centimètres.

## Palmarès
| Discipline        | Hommes              | Hommes          | Femmes                   | Femmes        |
| ----------------- | ------------------- | --------------- | ------------------------ | ------------- |
| 100 m             | Gilles Echevin      | 10 s 38         | Sylviane Telliez         | 11 s 51       |
| 200 m             | Joseph Arame        | 21 s 01         | Chantal Réga             | 23 s 40       |
| 400 m             | Francis Kerbiriou   | 47 s 58         | Marie-Françoise Dubois   | 54 s 17       |
| 800 m             | Roqui Sanchez       | 1 min 48 s 62   | Madeleine Thomas         | 2 min 07 s 0  |
| 1 500 m           | Francis Gonzalez    | 3 min 45 s 6    | Madeleine Thomas         | 4 min 31 s 7  |
| 3 000 m           | -                   | -               | Joëlle Debrouwer         | 9 min 52 s 2  |
| 5 000 m           | Jean Levaillant     | 13 min 59 s 0   | -                        | -             |
| 10 000 m          | Jean-Paul Gomez     | 28 min 54 s 4   | -                        | -             |
| 5 000 m marche    | -                   | -               | Jacqueline Daniel        | 24 min 17 s 0 |
| 20 km marche      | Gérard Lelièvre     | 1 h 31 min 45 s | -                        | -             |
| 100 m haies       | -                   | -               | Chantal Réga             | 13 s 32       |
| 110 m haies       | Guy Drut            | 13 s 28         | -                        | -             |
| 400 m haies       | Jean-Claude Nallet  | 49 s 92         | -                        | -             |
| 3 000 m steeple   | Gérard Buchheit     | 8 min 35 s 6    | -                        | -             |
| Saut en longueur  | Jacques Rousseau    | 8,07 m          | Sylvie Biotteau          | 6,19 m        |
| Triple saut       | Christian Valétudié | 16,63 m         | -                        | -             |
| Saut en hauteur   | Paul Poaniewa       | 2,26 m          | Marie-Christine Debourse | 1,79 m        |
| Saut à la perche  | Patrick Abada       | 5,30 m          | -                        | -             |
| Lancer du poids   | Yves Brouzet        | 18,25 m         | Léone Bertimon           | 15,72 m       |
| Lancer du disque  | Michel Chabrier     | 57,24 m         | Noëlle Jarry             | 50,78 m       |
| Lancer du marteau | Jacques Accambray   | 69,76 m         | -                        | -             |
| Lancer du javelot | Serge Leroy         | 76,22 m         | Clotilde Lambert         | 50,96 m       |
| Décathlon         | Yves Le Roy         | 7 933 pts       | -                        | -             |
| Pentathlon        | -                   | -               | Marie-Christine Debourse | 4 414 pts     |